# Blandfordia cunninghamii
Espèce
Blandfordia cunninghamii est une espèce de plantes monocotylédones de la famille des Blandfordiaceae. C'est l'une des quatre espèces de plantes à fleurs communément appelées cloches de Noël.
Il s'agit d'une pérenne touffue. herbe endémique des régions des Blue Mountains et de l'Illawarra de l'Est de l'Australie.

## Description
Blandfordia cunninghamii est une herbe vivace touffue avec des feuilles plates, ressemblant à des graminées, dont la longueur atteint jusqu'à 100 cm et surtout la largeur de 7-12 mm, parfois avec de petites dents. La tige florale est non ramifiée, et mesure jusqu'à 80 cm de long et 10 mm de large avec entre douze et trente fleurs, chacune sur un pédicelle atteignant jusqu'à 45 mm de long et avec une bractée à peu près de la même longueur près de sa base. Les trois sépales et les trois pétales sont fusionnés pour former une fleur cylindrique généralement longue de 30-60 mm et large de 20-30 mm. Le tube floral est plus étroit sur environ un tiers de sa longueur avant de s'élargir soudainement pour former une pointe en forme de cloche. L'extrémité comporte six lobes pointus pouvant atteindre 12 mm de long. La fleur est généralement rouge avec des lobes jaunes. Les étamines sont attachées à la paroi intérieure du tube floral, juste en dessous de son milieu. La floraison a lieu en été et est suivie par le fruit qui est une capsule d'environ 90 mm de long sur un pédoncule mesurant 40 mm de long.

## Répartition et habitat
Cette espèce intitulée « cloches de Noël » pousse dans des sols humides et peu profonds, souvent près des falaises. On ne la trouve que dans les Montagnes bleues et sur le Mont Kembla dans la région d'Illawarra en Nouvelle-Galles du Sud. La floraison semble être indirectement stimulée par les précipitations de septembre et par les feux de brousse de l'été précédent,,.

## Systématique
Le nom correct complet (avec auteur) de ce taxon est Blandfordia cunninghamii Lindl..
Blandfordia cunningamii a été formellement décrite pour la première fois en 1845 par John Lindley qui a publié la description dans l'ouvrage intitulé « Edwards's Botanical Register »,.
Blandfordia cunninghamii a pour synonymes :
- Blandfordia cunninghamii var. splendens W.Bull
- Blandfordia grandiflora var. elongata Benth.